# Teplodar
Teplodar (ukrainsk: Теплода́р, ukrainsk udtale: [tepɫoˈdɑr]) er en by og hromada i Odessa oblast, Ukraine. Den er beliggende i Odessa rajon.
Byen har 10.148 (2020) indbyggere.

## Historie
Byen Teplodar blev grundlagt den 15. maj 1981 for at skaffe boliger til arbejderne på et atomvarmeværk meget tæt på byen, som skulle levere strøm til Odessa. Byens udvikling blev stoppet i 1986 efter Tjernobylulykken. I 1997 blev opførelsen af værket helt skrinlagt.
Byen ligger ved  Baraboj Reservoiret (uk) ved den 	71 km lange  flod Baraboj (uk) der løber ud i Sortehavet.